# 24
Évszázadok: i. e. 1. század – 1. század – 2. század
Évtizedek: i. e. 20-as évek – i. e. 10-es évek – i. e. 1-es évek – 1-es évek – 10-es évek – 20-as évek – 30-as évek – 40-es évek – 50-es évek – 60-as évek – 70-es évek
Évek: 19 – 20 – 21 – 22 –  23 – 24 – 25 – 26 – 27 – 28 – 29

## Események

### Római Birodalom
- Servius Cornelius Cethegust (helyettese júliustól Caius Calpurnius Aviola) és Lucius Visellius Varrót (helyettese Publius Cornelius Lentulus Scipio) választják consulnak.
- Publius Cornelius Dolabella africai proconsul meglepetésszerűen megtámadja a berber felkelőket és megöli vezérüket, Tacfarinast. A nyolc éve húzódó lázadás véget ér. A hadműveletben részt vevő Ptolemaiosz mauretaniai király elefántcsont jogart és díszes tunikát kap a szenátustól.
- Elfogadják a lex Viselliát, amely a felszabadított rabszolgák és leszármazottaik jogállását tisztázza.
- Brundisium mellett egy volt praetoriánus gárdista, Titus Curtisius fellázítja a rabszolgákat, de a helyi quaestor a kikötői hajók legénységének segítségével leveri a zendülést, még mielőtt háborúvá nőhetett volna.

## Halálozások
- Sztrabón, görög földrajztudós
- Tacfarinas, numida lázadó

## Fordítás
- Ez a szócikk részben vagy egészben  a(z)   24 című francia Wikipédia-szócikk ezen változatának fordításán alapul.  Az eredeti cikk szerkesztőit annak laptörténete sorolja fel. Ez a jelzés csupán a megfogalmazás eredetét és a szerzői jogokat jelzi, nem szolgál a cikkben szereplő információk forrásmegjelöléseként.